# Sân bay quốc tế Shymkent
Sân bay quốc tế Shymkent (tiếng Kazakh: Халықаралық Шымкент Әуежайы, tiếng Nga: Международный Аэропорт Шымкент) (IATA: CIT, ICAO: UAII) là một sân bay ở Shymkent, Kazakhstan.
Năm 2004, sân bay này phục vụ 97.000 khách.

## Lịch sử
Ban đầu, đây là một sân bay phục vụ nông nghiệp xây năm 1932. Kể từ năm 1933, sân bay này bắt đầu phục vụ vận tải hành khách và hàng hóa. Năm 1963, sân bay Shymkent đã được dời về vị trí hiện nay.

## Các hãng hàng không và các tuyến điểm
- Air Astana (Almaty, Atyrau, Kyzyl-Orda)
- Scat Air (Almaty, Aktau)
- Transaero (Moscow-Domodedovo)